# パラダイス文書

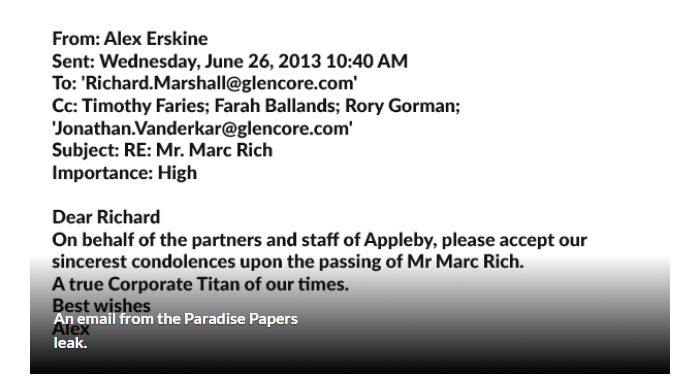
パラダイス文書のひとつ、スイスの商品取引大手グレンコアの創業者マーク・リッチに関する2013年6月26日付電子メール

パラダイス文書（パラダイスぶんしょ、英: Paradise Papers）は、国際調査報道ジャーナリスト連合 (ICIJ) と加盟報道機関によって2017年11月5日一斉に公表された、タックス・ヘイヴン取引に関する約1340万件の電子文書群である。
オフショアリング支援を手がける企業などから流出したもので、複数の人物が南ドイツ新聞に提供し、ICIJがデータベース化した。国際的な調査報道プロジェクトが組織され、67の国と地域、96の報道機関から記者382人が参加してデータの分析や取材にあたった。
流出文書約1340万件の内訳は下記のとおりである。
- イギリスの海外領土バミューダ諸島などを拠点とするアップルビー法律事務所の内部文書683万件[4]
- シンガポールの法人設立サービス会社アジアシティトラスト（英語版）の内部文書56.6万件[4][5]
- バハマ、バルバドス、マルタなど19の国と地域の登記文書604万件[1][4]

これまでに明らかにされた顧客の企業や個人の数を国別に分けると、アメリカ合衆国31000余、次いでイギリス14000余で、日本は1056であった。うち国家的要人は、47か国127人にのぼっている。
日本の有名人として、元首相の鳩山由紀夫、元総務副大臣の内藤正光、参議院議員の山田太郎や漫画家の鳥山明が挙げられる。このうち、鳩山は「経営に関与してなく、適切な税務申告をした」、内藤は「税務上の問題は生じてないが、在職中の資産報告を失念していた」、山田は「上場企業の社長就任中、会社を買収したところケイマンに登記されていた法人であった。自ら行った登記ではなく、全て会計を開示し税金も支払っているため、租税回避にあたらない」
とコメントした。